# Monkoto
Monkoto este un oraș în  provincia Équateur, Republica Democrată Congo. În 2012 avea o populație de 9 001 de locuitori, iar în 2004 avea 7 468.